# Trey Gunn
Trey Gunn (San Antonio (Texas); 13 december 1960) is een Amerikaanse musicus, die voornamelijk bekend is vanwege zijn spelen in King Crimson. Hij bespeelde daarin de Chapman stick en de Warr Guitar. King Crimson is / was geen continu leven gegeven, dus Gunn was dan weer wel en dan weer geen lid.

## Biografie
Gunn’s muziekleven begon op zevenjarige leeftijd met pianospelen. Daarna breidde hij zijn arsenaal uit met allerlei varianten van de gitaar, basgitaar en keyboards. Hij verhuisde naar Oregon en maakte tijdens zijn studie aan de Universiteit van Oregon deel uit van de plaatselijk punkscene. Toen hij zijn studie had afgerond vertrok Gunn naar New York.
Daar aangekomen trad hij toe tot de gitaaropleiding van Robert Fripp, Guitar Craft. Later ging hij mee op tournee en nam muziekalbums op onder de naam Robert Fripp and the League of Crafty Guitarists. Van 1988 tot 1991 maakt hij deel uit van het gezelschap Robert Fripp, Toyah Willcox (vrouw van Fripp) en Paul Beavis, eerst onder de naam Fripp, Fripp, later onder de naam Sunday all over the World. Dat resulteerde in de opname van de anno 2008 zeer moeilijk te verkrijgen plaat Kneeling at the Shrine (1991). Hij nam deel aan de opnamen van het soloalbum van Toyah Ophelia's Shadow.
In 1992 werd hij gevraagd deel te nemen aan de gezamenlijk project van Fripp en David Sylvian, de voormalig zanger van Japan. Albums als The First Day en Damage volgden, net zoals de bijbehorende concertreizen. In 1993 volgde zijn eerste soloalbum One Thousand Years.

## King Crimsontijd
In 1994 als er weer een versie van King Crimson ontstaat, zit Gunn erbij. Hij is dan een soort basgitarist, die speelt op de Chapman stick en Warr guitar. Het is een ingewikkelde tijd voor samenstellingen van King Crimson, men komt en gaat, de band valt uiteen, bestaat weer en valt wederom uiteen. Opvallendste samenstelling is het zogenaamde dubbeltrio (6 man op het podium). Daarnaast maakt Gunn deel uit van sommige ProjeKcts.
Als King Crimson in 2002 weer officieel begint, is Gunn wederom lid; De samenstelling Fripp, Belew, Gunn en Pat Mastelotto is geen lang leven beschoren en eind 2003 ligt die band weer op haar gat.
Doordat King Crimson een wisselend bestaan heeft / had, heeft Gunn tijd over om andere musici te begeleiden. Zo komt hij in aanraking met Tool, Puscifer, Vernon Reid, John Paul Jones, Eric Johnson, Italiaanse zangeres Alice, Azam Ali, Matt Chamberlain, Michael Brook, Bill Rieflin, David Hykes en anderen. Ondertussen brengt Gunn soloalbums uit.
In 2003 stichtte Gunn met Joe Mendelson een multi-mediagroep Quodia. Er is tijd over en samen met Mastelotto werd TU opgericht. Later smolt deze groep samen met Kluster tot KTU. Af en toe verscheen er een album.

## UKZ
In 2007 werd aangekondigd dat er een zogenaamde supergroep is gesticht, UKZ genaamd. Gunn speelt daarin met Eddie Jobson, een keyboardspeler, die al in tal van bands heeft gespeeld, waaronder Roxy Music en UK. Begin 2009 komt de eerste ep uit: Radiation.

## Discografie
Soloalbums:
- One Thousand Years (1993)
- The Third Star (1996)
- Raw Power (1999)
- The Joy of Molybdenum (2000)
- Live Encounter (2001)
- Road Journals (2002)
- Untune The Sky (2003)
- Music for Pictures (2008)